# Rudolf Björck
Johan Fredrik Rudolf Björck, född 17 november 1837 i Fryksände socken, Värmlands län, död 31 augusti 1894 i Sundsvall, var en svensk borgmästare. Han var far till Erland Björck.
Björck blev student vid Uppsala universitet 1855, avlade hovrättsexamen 1858, blev auskultant i Svea hovrätt samma år, extra ordinarie notarie där 1861, länsnotarie i Skaraborgs län 1862, vice häradshövding 1867, sekreterare i Skaraborgs läns landsting, tillförordnad landssekreterare i Västernorrlands län 1875 och var borgmästare i Sundsvalls stad från 1878. Han var tillsyningsman vid kronohäktet i Sundsvall från samma år, inspektor för Sundsvalls högre allmänna läroverk från 1890 och landstingsman. Björck var ledamot av  andra kammaren för Sundsvalls stad från urtima riksdagen 1892 till 1894. Han blev riddare av Vasaorden 1882. Björck är begraven på Sundsvalls Gustav Adolfs kyrkogård.